# Longeau-Percey
Longeau-Percey is een gemeente in het Franse departement Haute-Marne (regio Grand Est) en telt 669 inwoners (1999). De plaats maakt deel uit van het arrondissement Langres.

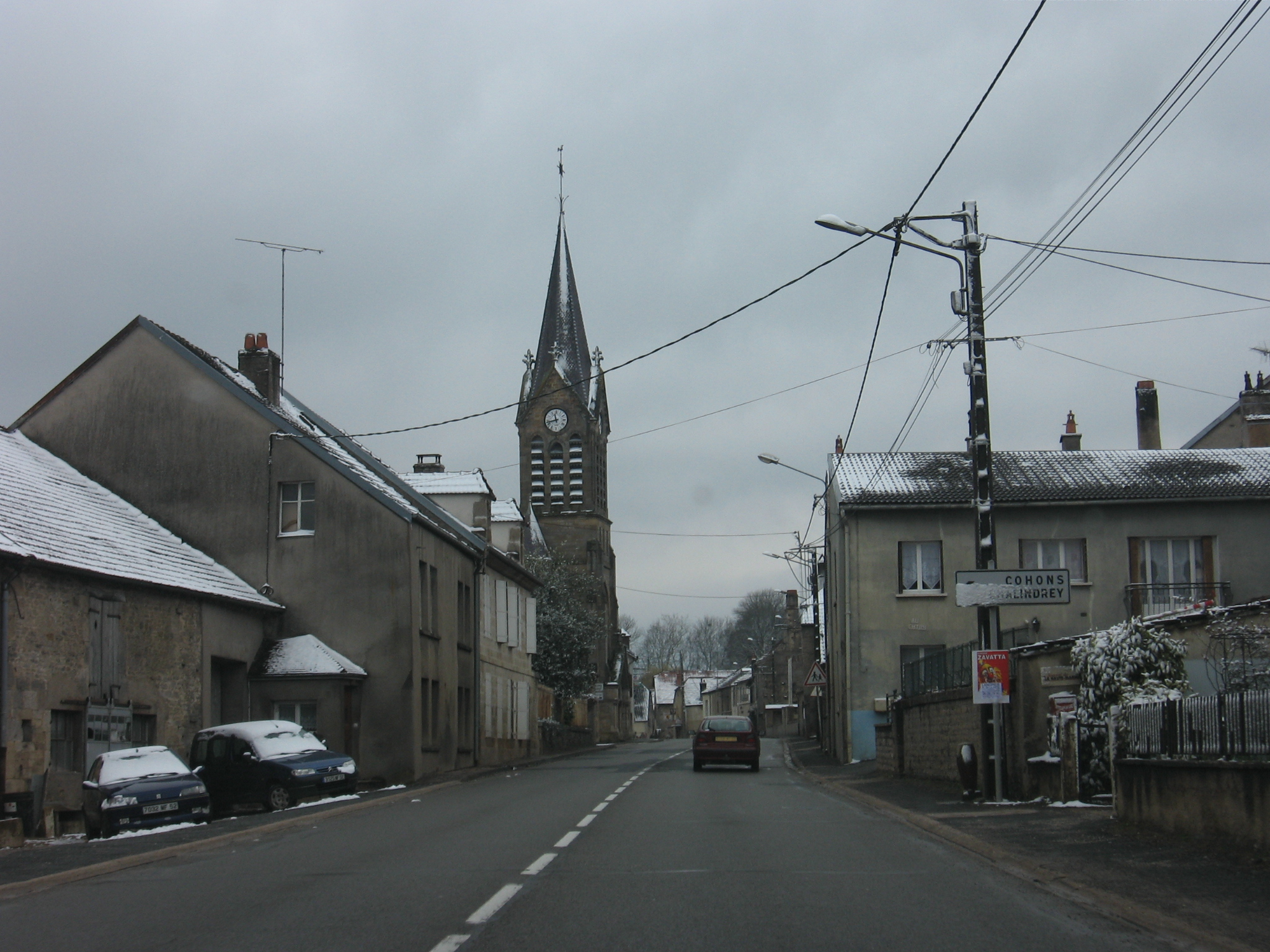
Longeau

## Geografie
De oppervlakte van Longeau-Percey bedraagt 7,5 km², de bevolkingsdichtheid is 89,2 inwoners per km².
De onderstaande kaart toont de ligging van Longeau-Percey met de belangrijkste infrastructuur en aangrenzende gemeenten.

## Demografie
Onderstaande figuur toont het verloop van het inwonertal (bron: INSEE-tellingen).

1. ↑  Populations de référence 2022.